# 转角牛羚属
转角牛羚属（学名：Damaliscus）也作南非大羚羊属，是偶蹄目牛科狷羚亚科的一属，分布于撒哈拉以南非洲，包括3种：
- 转角牛羚（Damaliscus lunatus）
- 亨氏牛羚（Damaliscus hunteri）
- 白纹牛羚（Damaliscus pygargus）